# Dalmunzie Railway
| Trasse der Dalmunzie Railway mit verbliebenen Schwellen |                     |                       |       |
| Streckenlänge: | 3,8 km              |                       |       |
| Spurweite: | 762 mm (Schmalspur) |                       |       |
| |                     |                       |       |
| \| \| \| Dalmunzie House 0,0 \| 370 m \| \| \| \| untere Spitzkehre 1,3 \| 405 m \| \| \| \| obere Spitzkehre 1,6 \| 420 m \| \| \| \| Glenlochsie Lodge 3,8 \| 510 m \| |                     |                       |       |
| Kopfbahnhof Streckenanfang (Strecke außer Betrieb) |                     | Dalmunzie House 0,0   | 370 m |
| Spitzkehrbahnhof links (Strecke außer Betrieb) |                     | untere Spitzkehre 1,3 | 405 m |
| Spitzkehrbahnhof rechts (Strecke außer Betrieb) |                     | obere Spitzkehre 1,6  | 420 m |
| Kopfbahnhof Streckenende (Strecke außer Betrieb) |                     | Glenlochsie Lodge 3,8 | 510 m |

Die Dalmunzie Railway war eine Schmalspurbahn in den schottischen Highlands, die von 1920 bis 1978 betrieben wurde. In der Council Area Perth and Kinross gelegen, führte sie von Dalmunzie House bei Spittal of Glenshee zur Glenlochsie Lodge. Zunächst zum Transport von Steinen für die Erweiterung von Dalmunzie House genutzt, diente sie vor allem der Beförderung von Jagdgästen, Jagdhelfern und dem Abtransport erlegter Jagdbeute zum zwischenzeitlich zum Hotel umgebauten Dalmunzie House.

## Geschichte

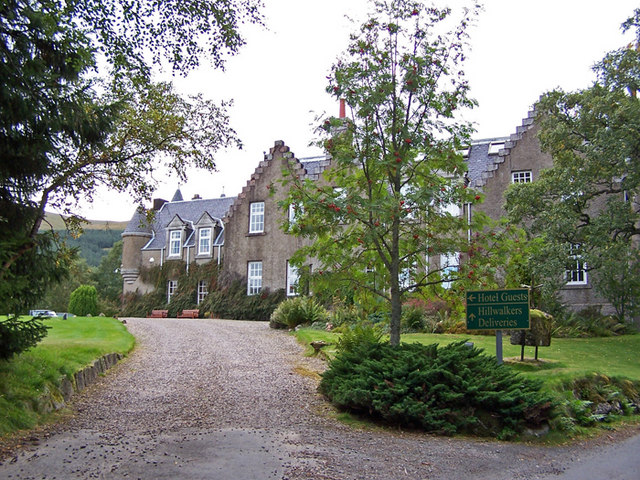
Dalmunzie House, Ausgangspunkt der Dalmunzie Railway

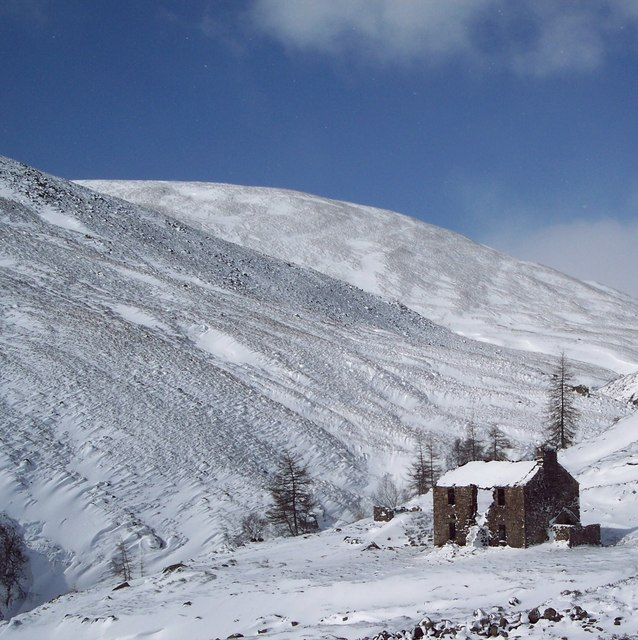
Glenlochsie Lodge, Endpunkt der Strecke

Erbaut wurde die Bahnstrecke im Auftrag von Sir Archibald Birkmyre, einem in Indien wohlhabend gewordenen Händler sowie Fabrikanten von Juteprodukten und passionierten Jäger. Seit 1907 hatte er Dalmunzie House, ein einsam im Glen Shee, etwa 3 Kilometer westlich der kleinen Ortschaft Spittal of Glenshee und rund 30 Kilometer nördlich von Blairgowrie and Rattray gelegenes Anwesen, in der Jagdsaison gemietet. 1920 erwarb er den gesamten Besitz der Dalmunzie Estate und ließ das Anwesen nach seinen Vorstellungen erweitern und ausbauen, unter anderem mit dem höchstgelegenen Golfplatz in Schottland. Für den Transport von Steinen aus einem Steinbruch nordwestlich von Dalmunzie House sowie zur Verkürzung der Anmarschwege für die Jagd entstand bald nach dem Erwerb der Estate die Schmalspurbahn im Glen Lochsie. Birkmyre, der im Ersten Weltkrieg unter anderem die im Grabenkrieg unentbehrlichen Sandsäcke an die alliierten Armeen geliefert hatte und für seine Verdienste während des Krieges geadelt worden war, erwarb über seine Kontakte als ehemaliger Armeelieferant günstig Schienen und Weichen aus Feldbahnbeständen der British Army. Ein Trupp irischstämmiger Bauarbeiter aus Braemar erbaute die Trasse am Hang des  802 m hohen Creag Bhreac weitgehend mit Hacke und Schaufel. Sie produzierten auch die auf Teilen der Strecke verwendeten Betonschwellen und verlegten die Gleise. Für den Betrieb wurden 1920 eine benzingetriebene Feldbahnlokomotive vom Typ Simplex des Herstellers Motor Rail aus Bedford und zwei Personenwagen beschafft, zudem ein paar Flachwagen zum Transport von Baumaterial, Ausrüstungen und Jagdbeute. 1921 folgten eine zweite Simplex-Lokomotive und ein kleiner, ebenfalls benzingetriebener Triebwagen, der sich aber nicht bewährte und nur selten eingesetzt wurde. 1940 wurde er an das War Department verkauft.
In den 1920er und beginnenden 1930er Jahren wurde die Bahn vor allem durch Sir Archibald, seine Familie und seine Jagdgäste während der herbstlichen, in der Regel am Glorious Twelfth beginnenden Jagdsaison genutzt. Zu den Gästen bei der Jagd auf Rothirsche, Moorhühner, Fasane, Hasen und Kaninchen gehörten bekannte Politiker, Adlige und Wirtschaftsgrößen der Zeit, darunter auch Winston Churchill. Sir Archibald Birkmyre starb 1935, Dalmunzie wurde in den Folgejahren von seinem Sohn und seiner Witwe weiter genutzt.
1946 verkaufte die Familie Birkmyre Dalmunzie House an Denis Winton, der das Anwesen in ein Hotel umwandelte. Er behielt die Bahn für seine Gäste bei. 1963 verunglückte eine der beiden Lokomotiven, sie wurde anschließend zur Ersatzteilgewinnung zerlegt. 1978 musste der Betrieb eingestellt werden. Neue Sicherheitsvorschriften hätten eine aufwändige Sanierung der gesamten Strecke erforderlich gemacht. Im April und Mai 1978 wurde die Strecke abgebaut, die Gleise und der Fahrzeugpark wurden an ein Museum in Northumberland verkauft. 1988 erwarb Simon Winton, der inzwischen Dalmunzie House Hotel von seinem Vater übernommen hatte, einen Teil der Schienen und den Fuhrpark zurück. Sie waren seitdem auf dem Gelände des Hotels untergestellt. Pläne, einen Teil der Strecke wieder aufzubauen und in Betrieb zu nehmen, wurden bislang nicht umgesetzt.

## Strecke und Betrieb
Die Strecke war in 762 mm Spurweite (2 ft 6 in) ausgeführt und wies eine Länge von etwas unter 4 Kilometern (2,5 Meilen) auf. Das Gleismaterial stammte aus Beständen der British Army während des Ersten Weltkriegs, die Schwellen waren teils aus Holz, teils aus Stahlbeton.   Letztere waren vor Ort produziert worden. In Dalmunzie House besaß die Strecke an ihrem Ausgangspunkt mehrere Zweiggleise, die zu einem Schuppen für den Fahrzeugpark sowie zum Game larder, dem Aufbewahrungsort für das erlegte Wildbret, führten. Von Dalmunzie House aus verlief die Strecke am orographisch linken Ufer des Glen Lochsie Burn nach Nordwesten bis zur Glenlochsie Lodge, einer alten, inzwischen verfallenen Jagdlodge. Etwa eine Meile von Dalmunzie House entfernt besaß die Strecke eine doppelte Spitzkehre. Im weiteren Verlauf wurden zwei Bäche mit Brücken überquert. Der mit einem zusätzlichen Abstellgleis ausgestattete Endpunkt lag nicht direkt an der Glenlochsie Logde, diese war über eine Fußgängerbrücke über den an dieser Stelle tief eingeschnittenen Bach Allt Clais Mhòr zu erreichen. Kreuzungsmöglichkeiten entlang der Strecke bestanden nicht. Die Strecke erreichte teils beträchtliche Steigungen, zwischen den beiden Spitzkehren bestand eine Steilstrecke mit bis zu 8 % Steigung. In den 1930er Jahren war eine Verlängerung der Strecke weiter in das Glen Lochsie geplant, mit dem Tod von Sir Archibald 1935 endeten alle entsprechenden Überlegungen.
Der Betrieb fand in der Regel nur während der Jagdsaison statt. Die Jagdhelfer (in Schottland als Ghillies bezeichnet) der Estate bzw. des Hotels übernahmen dabei die Funktion als Lokomotivführer. Bis 1962 wurden beide Lokomotiven oft gemeinsam eingesetzt, um die Fahrten über die Steigungen sicher abwickeln zu können. Ab 1963 wurde meist nur ein Wagen befördert. Zwischen den beiden Spitzkehren wurden die Wagen bergwärts geschoben, da keine Umsetzmöglichkeiten vorhanden waren. Gelegentlich waren die Personenwagen auch vor der Lokomotive eingesetzt, während der Fahrt bestand für die Fahrgäste dann die Möglichkeit, bereits erste Moorhühner zu erlegen. Bei der Talfahrt zurück nach Dalmunzie House ließ man die mit Handbremsen ausgestatteten Wagen oft ohne die Lokomotiven nur der Schwerkraft folgend abrollen.
Nach der Einstellung wurden Gleise und Schwellen im Laufe des Jahres 1978 abgebaut. Lediglich ein Teil der Schwellen blieb liegen. Weitere Spuren der Strecke sind hölzerne Prellböcke an den Enden der Spitzkehren sowie die noch erhaltenen Brücken. Die Trasse dient als Weg für Wanderer und Jäger, über sie können unter anderem die nordwestlich liegenden Munros Glas Tulaichean und Càrn an Rìgh erreicht werden.

## Fahrzeuge

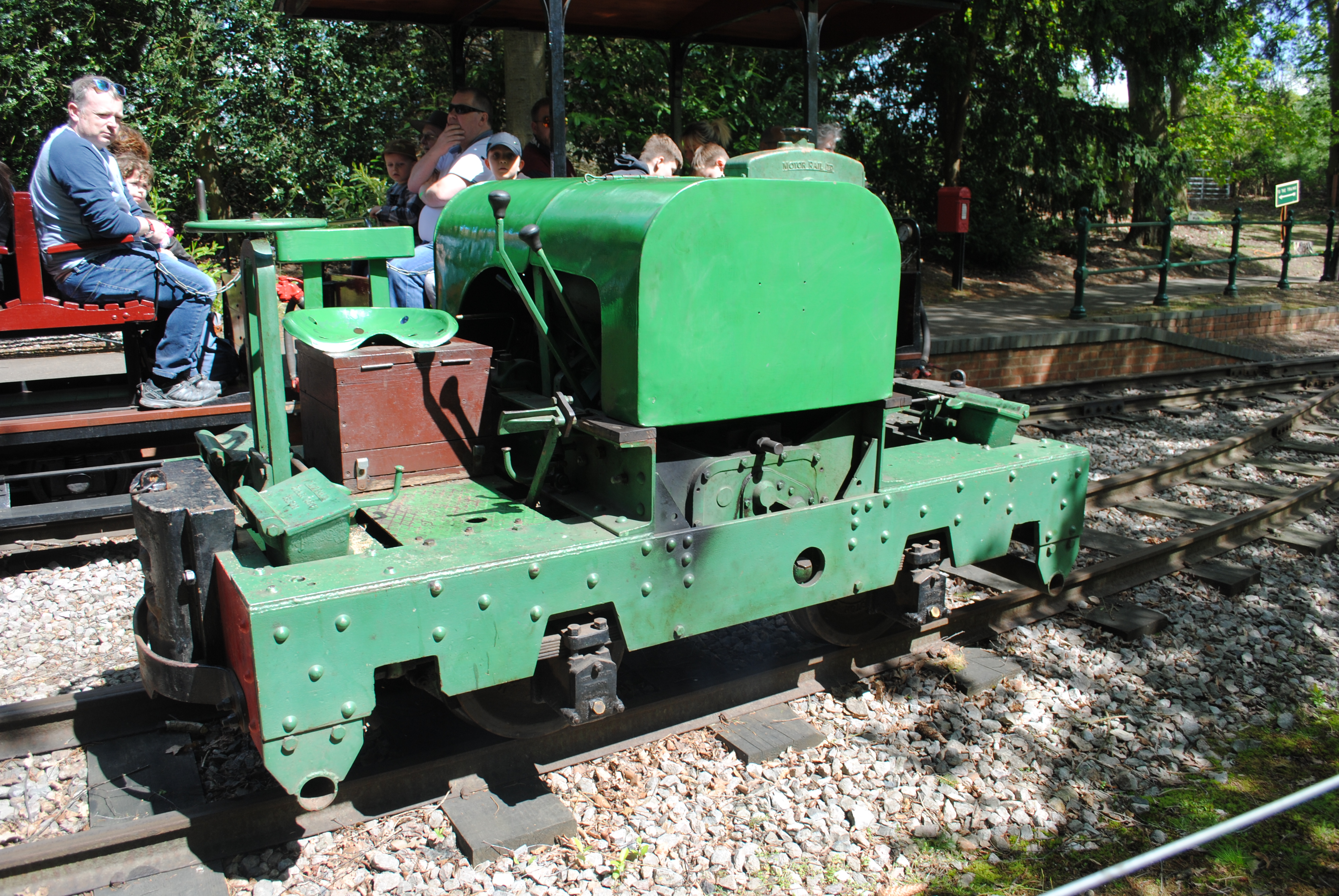
Den Lokomotiven der Dalmunzie Railway vergleichbare Simplex-Lokomotive

Die beiden Simplex-Lokomotiven von Motor Rail stammten wahrscheinlich ebenfalls aus Armeebeständen und waren während des Weltkriegs in Nordfrankreich eingesetzt worden. Sir Archibald erwarb sie vom Hersteller für 709 £ bzw. 722 £ 8 sh, sie erhielten die Namen „Dalmunzie“ und „Glenlochsie“, entsprechende Schilder aus Rotguss wurden auf beiden Seiten der Motorhauben angebracht. Es waren einfache, zweiachsige Lokomotiven (Achsfolge B) mit Benzinmotoren ohne Führerhäuser. Die sie bedienenden Ghillies saßen im Freien. Die etwa 2,5 Tonnen wiegenden Fahrzeuge hatten eine Leistung von 20 PS und besaßen vier Sandstreueinrichtungen an den Rädern. 1962 verunglückte die Lokomotive „Glenlochsie“ und wurde schwer beschädigt. Sie musste abgestellt werden und diente lediglich noch der Ersatzteilgewinnung. Nach Einstellung des Betriebs wurden die Namensschilder der beiden Fahrzeuge in der Bar von Dalmunzie House aufgehängt. 2016 wurde die Lokomotive „Dalmunzie“ zur Restauration an die Firma Alan Keef Ltd. überstellt, die seit 1987 die Nachfolge des Herstellers Motor Rail angetreten hat.
Kurz nach Beschaffung der beiden Lokomotiven erwarb Sir Archibald noch einen kleinen, benzingetriebenen Triebwagen des Herstellers McEwan, Platt & Co. aus Wickford in Essex. Der Motor hatte lediglich 10 PS Leistung und aufgrund einer unzureichenden Übersetzung konnte er nur mit sehr geringer Zuladung die Steigungen bewältigen. Er wurde daher nur eingesetzt, wenn einzelne Jagdgäste zu befördern waren. 1940 wurde er an das War Department verkauft.
Für die Jagdgäste und Jagdhelfer erhielt die Bahn zwei kleine zweiachsige Personenwagen, wahrscheinlich ebenfalls ursprünglich aus Armeebeständen. Vermutlich waren sie als Observationswagen für Offiziere im Feldbahnbetrieb eingesetzt worden. Ein Wagen war für die Jagdgäste vorgesehen und mit geschlossenen Seiten und Türen, Glasfenstern und vier bequemen Polstersitzen ausgestattet, angeblich hatte er zunächst auch eine kleine Minibar. Für Sir Archibald war ein drehbarer lederner Armsessel installiert worden, der die Jagd vom Wagen aus ermöglichte. Der andere, für die Jagdhelfer und Mitarbeiter vorgesehene Wagen war offen in Form eines Sommerwagens ausgeführt und besaß für maximal acht Personen lediglich Holzbänke. Schutz vor Regen und Midges boten herablassbare Rollos. Außerdem besaß die Bahn mindestens zwei Flachwagen, die anfangs zum Transport von Schwellen während des Baus sowie von Steinen während der Erweiterung von Dalmunzie House dienten. In der Folgezeit wurden sie vor allem zum Transport von Jagdausrüstung sowie der Beförderung erlegter Jagdbeute talwärts genutzt. Alle Wagen erhielten Handbremsen.